# Ivan Kuk
Ivan Kuk, slovenski pisatelj, * 20. april 1823, Tolmin, † 13. september 1864, Dunaj.
Končal je gimnazijo in dva letnika filozofske fakultete. 9. septembra 1846 je vstopil v avstrijsko vojno mornarico, kjer je bil najprej administrator, kasneje pa računovodski uradnik. Služboval je v Trstu, kasneje pa v vojaškem arzenalu v Pulju. Pisati je pričel okoli leta 1850, ko je z družino v kateri se je rodilo 5 otrok živel še v Trstu. V 3. letniku Vedeža je leta 1850 objavil 5 krajših literarnih prispevkov anekdotične vsebine, med katerimi je bil tudi Kinezi v Terstu, v katerem opisuje ladjo s 40-timi Kitajci, ki se je ustavila v Trstu. V Einspilerjevem Prijatelju je 1855 objavil tri spise: Dantejeva jama, Lesena polenta in Sprememba. V Dantejevi jami je nazorno opisal življenje na Tolminskem in Pulju. V Slovenskem prijatelju je 1857 objavil članek O spominu Vodnikovem, v katerem predlaga, da bi Valentinu Vodniku na njegovi rojstni hiši v Zgornji Šiški vzidali spominsko ploščo, na ljubljanski tržnici pa postavili spomenik.